# Шевченко (Черкасская область)
Шевченко (укр. Шевченка) — село в Черкасском районе Черкасской области Украины.
Почтовый индекс — 20744. Телефонный код — 4733.
В селе был открыт Литературно-мемориальный музей Т. Г. Шевченко.

## Население
Население по переписи 2001 года составляло 341 человек.
Население по данным 2024 года составляло 182 человека.

### Языковой состав
Родной язык населения по данным переписи 2001 года:
| Язык       | Численность, чел. | Доля     |
| ---------- | ----------------- | -------- |
| Украинский | 334               | 97,95 %  |
| Русский    | 6                 | 1,76 %   |
| Другое     | 1                 | 0,29 %   |
| Итого      | 341               | 100,00 % |

## Местный совет
20743, Черкасская обл., Смелянский р-н, с. Плескачовка, ул. Бондаренков, 15